# Jaqueline Carvalho
Jaqueline Maria Pereira de Carvalho, née le 31 décembre 1983 à Recife, est une joueuse brésilienne de volley-ball évoluant au poste de réceptionneuse-attaquante. Elle totalise 85 sélections en équipe du Brésil. Elle est mariée au volleyeur brésilien Murilo Endres.

## Biographie
Avec l'équipe du Brésil féminine de volley-ball, elle est médaillée d'or olympique en 2008 à Pékin et en 2012 à Londres.

## Clubs
| Club                       | De        | À         |
| -------------------------- | --------- | --------- |
| Sport Clube Recife         | 1997-1998 | 1998-1999 |
| Grêmio de Vôlei Osasco     | 1999-2000 | 2003-2004 |
| Rio de Janeiro Volêi Clube | 2004-2005 | 2005-2006 |
| Giannino Pieralisi Volley  | 2006-2007 | 2006-2007 |
| CAV Murcia 2005            | 2007-2008 | 2007-2008 |
| Robursport Volley Pesaro   | 2008-2009 | 2008-2009 |
| Osasco Voleibol Clube      | 2009-2010 | 2012-2013 |
| Minas Tênis Clube          | 2014-2015 | 2014-2015 |
| Sesi-SP                    | 2015-2016 | 2015-2016 |
| Minas Tênis Clube          | 2016-2017 | 2016-2017 |
| GR Barueri                 | 2017-2018 | 2017-2018 |
| Osasco Voleibol Clube      | 2019-2020 | …         |

## Palmarès

### Équipe nationale
- Jeux olympiques (2)
  -  2008 à Pékin.
  -  2012 à Londres.

- Championnat du monde :
  - Finaliste : 2006, 2010

- Coupe du monde
  - Finaliste : 2007
- Grand Prix Mondial
  - Vainqueur : 2005, 2006, 2008, 2014, 2016.
  - Finaliste : 2010, 2012.
- World Grand Champions Cup
  - Vainqueur : 2005
- Championnat d'Amérique du Sud
  - Vainqueur : 2005, 2011.
- Jeux Panaméricains
  - Vainqueur : 2011.
  - Finaliste : 2015.
- Championnat du monde des moins de 20 ans
  - Vainqueur : 2001.
- Championnat du monde des moins de 18 ans
  - Finaliste : 1999.

### Clubs
- Championnat du monde des clubs
  - Vainqueur : 2012.
  - Finaliste : 2010.
- Championnat sud-américain des clubs
  - Vainqueur : 2009, 2010, 2011, 2012.
- Championnat du Brésil (5)
  - Vainqueur : 2003, 2004, 2006, 2010, 2012.
  - Finaliste : 2005, 2013.
- Coupe du Brésil
  - Finaliste : 2017.
- Championnat d'Italie
  - Vainqueur : 2009.
  - Finaliste : 2007.
- Coupe d'Italie (1)
  - Vainqueur : 2009.
- Supercoupe d'Italie (1)
  - Vainqueur : 2008.
- Championnat d'Espagne (1)
  - Vainqueur : 2008.
- Coupe d'Espagne (1)
  - Vainqueur : 2008.
- Supercoupe d'Espagne (1)
  - Vainqueur : 2007.

### Distinctions individuelles
- Championnat du monde féminin de volley-ball des moins de 20 ans 2001 : Meilleure joueuse.
- Championnat du monde féminin de volley-ball 2006 : Meilleure réceptionneuse.
- Championnat sud-américain des clubs féminin de volley-ball 2009 : Meilleure joueuse.
- Grand Prix mondial de volley-ball 2010 : Meilleure attaquante.
- Championnat sud-américain des clubs féminin de volley-ball 2011 : Meilleure serveuse et meilleure joueuse.
- Championnat du monde des clubs féminin de volley-ball 2012 : Meilleure réceptionneuse[6].
- Championnat sud-américain des clubs féminin de volley-ball 2012 : Meilleure serveuse.